# チェ・ユニョン (1986年生の女優)
チェ・ユニョン（최윤영、崔 潤英、1986年9月25日 - ）は韓国の女優。

## 出身学校
- 檀国大学校 演劇映画科休学
- 安養芸術高等学校
- 陵谷小学校

## 略歴
2008年、KBS 21期公採タレント出身である。演劇劇団で活動したのち、KBS 公採試験に合格した。その後KBS2 『ザ・スリングショット〜男の物語』、『アクシデント・カップル』に脇役で出演した。東方神起のジュンス、SUPER JUNIORのウニョクとは小学校の同窓生。2010年、KBS2ドラマ『製パン王 キム・タック』でキム・タックの姉ク・ジャリム役を演じ、注目された。

## 出演作品

### TV ドラマ
- 2009年 - KBS2 『ザ・スリングショット〜男の物語』： デパート店員 役
- 2009年 - KBS2 『アクシデント・カップル』： スタイリスト 役
- 2009年 - KBS2 『結婚できない男』： ユ・スヨン 役
- 2009年 - KBS2 『熱血商売人』
- 2009年 - KBS2 『天下無敵 イ・ピョンガン』： ポン・ソヒ 役
- 2010年 - KBS2 『製パン王 キム・タック』： ク・ジャリム 役
- 2011年 - MBC 『逆転の女王』: チョ・キップム 役
- 2012年 - KBS2 『私の娘ソヨン』： チェ・ホジョン 役
- 2013年 - KBS2 『KBSドラマスペシャル連作シリーズ - 童話のように』： ペク・ジャンミ 役
- 2013年 - MBC 『女王の教室』： ヤン・ミニ 役
- 2014年 - SBS 『熱愛』：ハン・ユジョン 役
- 2014年 - KBS1 『猫がいる、ニャー！』：コン・ヤンスン 役
- 2014年 - KBS2 『きっと☆うまくいくよ！』：クム・ガウン 役
- 2017年 - MBC 『前世の敵』：チェ・ゴヤ 役
- 2019年 - TｖN『サバイバー： 60日間の大統領』：チョン・スジョン 役
- 2020年 - OCN『悪霊狩猟団：カウンターズ』：キム・ジョンヨン 役

### 映画
- 2011年 - 『マイ ブラック ミニドレス』： ヨンミ 役
- 2012年 - 『ハナ 〜奇跡の46日間〜』(原題『コリア』)： チェ・ヨンジョン 役
- 2012年 - 『怖い話』： ソジョン 役

### 演劇
- 2010年 - 『산불』
- 2010年 - 『세자매』
- 2010年 - 『프루프』
- 2010年 - 『보이첵』